# Haval Jolion
La Haval Jolion (cinese :初恋, ) oppure Haval Chulian è un'autovettura prodotta dal 2020 dalla casa automobilistica cinese Great Wall Motors con il marchio Haval.

## Nome
Il nome "Jolion" che si pronuncia "Chulian", significa in cinese "primo amore".

## Descrizione
La vettura, che è stata presentata per la prima volta al Salone dell'Auto di Pechino 2020, è un SUV di compatto disponibili solo con lo schema tuttoavanti, realizzato sul pianale denominato Lemon platform (B30) condiviso con la Haval Dagou. Il motore, montato trasversalmente, è un 4 cilindri turbocompresso da 1,5 litri che eroga 110 kW (150 CV) a 5500-6000 giri/min e una coppia di 220 Nm a 2000-4400 giri/min. La trasmissione è affidata ad un cambio manuale a 6 marce o in opzione a un doppia frizione a 7 marce.